# William Cotter
William Cotter foi um mercenário anglo-brasileiro.
Lutou contra Napoleão na Guerra Peninsular. Veio para o Brasil em 1816, onde depois integrou o 4° Batalhão de Caçadores como major. Formou depois parte do Corpo de Estrangeiros, onde comandou em 1826 o 3° Batalhão de Granadeiros.
Em 1827 foi enviado à Irlanda para recrutar mercenários, retornou com 2700 pessoas, incluindo famílias em 1828. Destes alguns recusando-se a juntar ao exército brasileiro, foram enviados com suas famílias para Taperoá na Bahia, onde iniciaram a colônia de Santa Januária, de curta duração; outros ingressaram no exército para depois participarem da Revolta dos Mercenários.